# Château de Gandels
Ne doit pas être confondu avec Château de Garrevaques.
 (mai 2023).
- Si vous ne connaissez pas le sujet, laissez ce bandeau (vous pouvez alors contacter les auteurs).
- Si vous supprimez le contenu mis en cause (vous pouvez préalablement contacter les auteurs),

argumentez précisément cette suppression dans la page de discussion
(un manque de référence n'est pas un argument ; une recherche réelle de référence doit avoir été effectuée, être formellement documentée).
Le château de Gandels est un château situé à Garrevaques, dans le Tarn (France).
Situé à proximité de Revel, l'édifice actuel date du XVIIe siècle. Au cours du XIXe siècle, deux personnalités l'ont successivement possédés et y sont mortes : Jacques Rességuier puis Vincent Piccioni.

## Historique
La date de construction du château originel de Gandels n'est pas connue, néanmoins c'est un édifice de fondation ancienne. 
La seigneurie éponyme appartient des siècles durant à l'abbaye de Sorèze, qui y exerce les droits de haute, moyenne et basse justice. Le 28 juillet 1600, elle vend le domaine à un certain Antoine de Thuile. Sa fille, Françoise, épouse le 13 juin 1610 Jean d'Andrieu, capitaine au régiment de Champagne. Ce dernier reçoit alors en dot le château et la seigneurie de Gandels. En 1649, il est encore vivant et toujours en possession du château[réf. souhaitée]. La bâtisse actuelle semblant dater du XVIIe siècle, il est donc possible qu'il en ait commandité la reconstruction.
Au début du XVIIIe siècle, il appartient à la famille de Falguerolles, lorsqu'en 1737, le seigneur Geoffroi-Louis de Falguerolles, épouse Louise de Rotolp et hérite aussi du château de la Devèze.[réf. souhaitée]
Au XIXe siècle, le château appartient à Jacques Rességuier, qui y meurt le 28 novembre 1858. Peu après sa mort, vers 1860, le domaine et de nombreuses terres alentour sont rachetées par l'homme politique Vincent Piccioni. Soutien de Napoléon III, celui-ci avait failli venir en visite officielle à Revel, qui fut finalement annulée, et aurait dû loger au château. En 1870, après la proclamation de la IIIe République, Piccioni s'y retire et y meurt le 15 août 1897.
Dans les années 1950, il sert de centre de colonie de vacances.

## Architecture
Le château de Gandels se compose d'un corps de logis principal, de plan rectangulaire et orienté d'est en ouest. Il s'élève sur trois étages et est côtoyé par des communs à l'est. Sa façade principale, au sud, est flanquée d'une large tour ronde, surmontée d'une terrasse, en son angle ouest. Elle s'établit en cinq travées, et possède un balcon décentré, surmonté d'un fronton triangulaire avec une horloge. La façade arrière présente quant-à-elle une fine tour carrée en son centre, surmonté d'un haut toit élancé et d'une petite cloche, l'ensemble rappelant un clocher.
Le château est couvert d'un toit de tuiles, et présente un très bel appareil de pierre, qui lui donne un aspect très élégant. Il est entouré par un grand parc, et possède une grande dépendance en U au Nord.